# Material bèl·lic de l'Exèrcit Àrab de Síria
Aquest és l'inventari del material bèl·lic de l'Exèrcit Àrab Sirià actualment.

## Pistoles
| Arma           | Foto | Tipus d'Arma                                                                                      | Calibre              | Origen  |
| -------------- | ---- | ------------------------------------------------------------------------------------------------- | -------------------- | ------- |
| Makarov PM     |      | Pistola semiautomàtica amb carregador de 8 cartutxos. Principal arma de servei de l'exèrcit sirià | 9 × 18 mm Makarov    | Rússia  |
| Tokarev TT-33  |      | Pistola semiautomàtica amb carregador de 8 cartutxos                                              | 7,62 × 25 mm Tokarev | Rússia  |
| Browning GP-35 |      | Pistola semiautomàtica amb carregador de 13 cartutxos                                             | 9 × 19 mm Parabellum | Bèlgica |

## Carrabines
| Arma              | Foto | Tipus d'Arma | Calibre          | Origen |
| ----------------- | ---- | --- | ---------------- | ------ |
| Carrabina AKS-74O |      | Carrabina amb carregador de 30 cartutxos i d'ús limitat en l'exèrcit sirià. | 5,45 × 39 mm M74 | Rússia |
| 9A-91             |      | Carrabina amb carregador de 20 cartutxos i d'ús limitat en l'exèrcit sirià. Aquesta arma va ser vista en combat durant la quarta ofensiva de la campanya de Damasc en Al-Qabun.                                                 | 9 × 39 mm        | Rússia |
| AK-104            |      | Carrabina amb carregador de 30 cartutxos. Amb l'arribada dels assessors militars russos a Síria a finals de 2015, algunes unitats de l'Exèrcit Sirià van ser equipades amb aquests fusells AK-104, alguns amb mira telescòpica. | 7,62 × 39 mm M43 | Rússia |

## Fusells d'Assalt
| Arma           | Foto | Tipus d'Arma | Calibre              | Origen          |
| -------------- | ---- | --- | -------------------- | --------------- |
| AK-47          |      | Fusell d'assalt amb carregador de 30 cartutxos. Majorment aquestes armes són usades per les tropes de la Força de Defensa Nacional de Síria. | 7,62 × 39 mm M43/M67 | Rússia          |
| AKM/AKMS       |      | Fusell d'assalt amb carregador de 30 cartutxos i d'ús principal.                                                                             | 7,62 × 39 mm M43     | Rússia          |
| AK-74M         |      | Fusell d'assalt amb carregador de 30 cartutxos. Aquesta arma és usada principalment per les tropes de les forces aerotransportades sirianes. | 5,45 × 39 mm M74     | Rússia          |
| Zastava M70    |      | Fusell d'assalt amb carregador de 30 cartutxos i d'ús moderat per l'exèrcit sirià.                                                           | 7,62 × 39 mm M43     | Sèrbia          |
| Tipus 56       |      | Fusell d'assalt amb carregador de 30 cartutxos. Arma usada principalment per Força de Defensa Nacional de Síria.                             | 7,62 × 39 mm M43     | R.P. de la Xina |
| Vz. 58         |      | Fusell d'assalt amb carregador de 30 cartutxos                                                                                               | 7,62 × 39 mm M43     | Txèquia         |
| AMD-65         |      | Fusell d'assalt amb carregador de 30 cartutxos                                                                                               | 7,62 × 39 mm M43     | Hongria         |
| Sturmgewehr 44 |      | Fusell d'assalt amb carregador de 30 cartutxos. cal esmentar que 5.000 exemplars van ser capturats a l'exèrcit sirià per les forces rebels.  | 7,62 × 39 mm M43     | Alemanya        |

## Fusells de Franctirador
| Arma         | Foto | Tipus d'Arma | Calibre           | Origen  |
| ------------ | ---- | --- | ----------------- | ------- |
| Dragunov SVD |      | Fusell de franctirador amb carregador de 10 cartutxos d'ús principal per l'exèrcit sirià.                                         | 7,62 × 54 mm R    | Rússia  |
| PSL          |      | Fusell de franctirador amb carregador de 10 cartutxos.                                                                            | 7,62 × 54 mm R    | Romania |
| Zastava M91  |      | Fusell de franctirador amb carregador de 10 cartutxos.                                                                            | 7,62 × 54 mm R    | Sèrbia  |
| Steyr SSG 69 |      | Fusell de franctirador amb carregador de 5 cartutxos.                                                                             | 7,62 × 51 mm OTAN | Àustria |
| Orsis T-5000 |      | Fusell de franctirador amb carregador de 5 cartutxos. A finals de 2015, Rússia va subministrar a l'exèrcit sirià aquests fusells. | 7,62 × 51 mm OTAN | Rússia  |
| ASVK         |      | Fusell de franctirador anti material amb carregador de 10 cartutxos. Aquesta arma és d'ús limitat en l'exèrcit sirià.             | 12,7 × 108 mm     | Rússia  |
| OSV-96       |      | Fusell de franctirador anti material amb carregador de 5 cartutxos.                                                               | 12,7 × 108 mm     | Rússia  |
| Sayyad-2     |      | Fusell de franctirador anti material, còpia del fusell austríac HS 50. Aquesta arma és d'ús limitat en l'exèrcit sirià.           | 12,7 × 99 mm OTAN | Iran    |

## Metralladores Lleugeres
| Arma | Foto | Tipus d'Arma | Calibre          | Origen |
| ---- | ---- | --- | ---------------- | ------ |
| RPD  |      | Metralladora lleugera amb carregador de 100 cartutxos. Aquesta arma va ser per un temps d'ús principal per l'exèrcit sirià.               | 7,62 × 39 mm M43 | Rússia |
| RPK  |      | Metralladora lleugera amb carregador de 40 a 75 cartutxos. Actualment és la principal metralladora lleugera de combat de l'exèrcit sirià. | 7,62 × 39 mm M43 | Rússia |

## Metralladores Mitjanes
| Arma                 | Foto | Tipus d'Arma | Calibre        | Origen |
| -------------------- | ---- | --- | -------------- | ------ |
| DS-39 Degtyaryov     |      | Metralladora mitjana amb carregador de 250 cartutxos. La majoria d'aquestes armes estan en reserva, només algunes poques continuen en servei limitat en l'exèrcit sirià.              | 7,62 × 54 mm R | Rússia |
| Goriunov SG-43 / SGM |      | Metralladora mitjana amb carregador de 200 a 250 cartutxos. En servei limitat amb l'exèrcit sirià, a més la variant més comuna és la SGMT, la qual està muntada sobre els tancs T-55. | 7,62 × 54 mm R | Rússia |

## Metralladores Pesades
| Arma | Foto | Tipus d'Arma | Calibre       | Origen |
| ---- | ---- | --- | ------------- | ------ |
| DShK |      | Metralladora pesada amb carregador de 50 cartutxos. D'ús moderat en l'exèrcit sirià.                                             | 12,7 × 108 mm | Rússia |
| KPV  |      | Metralladora pesada amb carregador de 40 cartutxos. D'ús moderat en l'exèrcit sirià.                                             | 14,5 × 114 mm | Rússia |
| NSV  |      | Metralladora pesada amb carregador de 50 cartutxos. Actualment és la principal metralladora pesada de combat de l'exèrcit sirià. | 12,7 × 108 mm | Rússia |
| Kord |      | Metralladora pesada amb carregador de 50 cartutxos. D'ús limitat en l'exèrcit sirià.                                             | 12,7 × 108 mm | Rússia |

## Metralladores de Propòsit General
| Arma     | Foto | Tipus d'Arma | Calibre        | Origen          |
| -------- | ---- | --- | -------------- | --------------- |
| PK       |      | Metralladora de propòsit general amb carregador de 100 cartutxos. És una de les principals metralladores utilitzades per l'Exèrcit Sirià. | 7,62 × 54 mm R | Rússia          |
| Tipus 80 |      | Metralladora pesada amb carregador de 100 cartutxos. D'ús moderat en l'exèrcit sirià.                                                     | 7,62 × 54 mm R | R.P. de la Xina |

## Granades
| Arma   | Foto | Tipus d'Arma                                                                                               | Origen |
| ------ | ---- | --- | ------ |
| F1     |      | Granada de mà amb capacitat explosiva efectiva de 4 metres i fusible de 3.5-4.                             | Rússia |
| RGD-5  |      | Granada de mà impulsora de 350 fracments i amb capacitat explosiva efectiva de 5 metres i fusible de 3.5-4 | Rússia |
| RPG-43 |      | Granada Antitanc amb capacitat per penetrar durament fins a 75 mm, activant-se amb l'impacte del fusible.  | Rússia |
| RKG-3  |      | Granada Antitanc amb capacitat per penetrar fins a 170 mm, s'activa amb l'impacte del fusible.             | Rússia |

## Llançagranades
| Arma   | Foto | Tipus d'Arma | Calibre | Origen |
| ------ | ---- | --- | ------- | ------ |
| AGS-17 |      | Lanzagranadas automàtic amb alta capacitat explosiva de foc. Aquesta arma va ser vista en ús amb la Guàrdia Republicana Síria. | 30 mm   | Rússia |

## Carros de combat
| Nom                                        | Foto | Tipus | Quantitat                  | Origen   |
| ------------------------------------------ | ---- | --- | -------------------------- | -------- |
| T-55 (MV/AM/AMV)                           |      | Carro de combat principal, alguns van ser actualitzats. Síria va donar 120 tancs a l'Iran per a la Guerra Iran-l'Iraq de 1980, a més de donar també altres 180 tancs a les Forces Armades del Líban en 1993. Síria comptava amb uns 1.300 tancs abans de la guerra. cal esmentar també que des de març de 2011, molts d'aquests tancs han estat destruïts, o greument danyats i capturats per les forces rebels opositores al govern sirià en les diferents batalles de la Guerra Civil Síria. | Menys de 700 en 2017       | Rússia   |
| T-62 (M/K)                                 |      | Carro de combat principal. Síria va donar al voltant de 100 tancs a l'Iran per a la Guerra Iran-l'Iraq de 1980. Abans d'iniciar la Guerra, Síria comptava amb 800 en servei. cal esmentar també que des de març de 2011, molts d'aquests tancs han estat destruïts, o greument danyats i capturats per les forces rebels al govern sirià en les diferents batalles de la Guerra Civil Síria.                                                                                                   | 500 aproximadament en 2017 | Rússia   |
| T-72 (/M/A/AV / TURMS-T/M1 TURMS-T / B/BM) |      | Carro de combat principal. Fins a 2010, Síria tenia al voltant de 800 unitats. Molts d'aquests tancs soviètics han estat actualitzats per Rússia, a més de que alhora Itàlia va actualitzar altres 120 tancs. Entre 2015 i 2016, Rússia va lliurar a l'exèrcit sirià al voltant de 20 tancs T-72 en les versions BMs i Bs, per combatre a les forces rebels al govern sirià en les diferents batalles de la Guerra Civil siriana.                                                              | Menys de 500 en 2017       | · Rússia |
| T-90A                                      |      | Carro de combat principal. Alguns T-90AS van ser vists durant la Cinquena ofensiva d'Alep, el 29 de novembre de 2015. cal esmentar que Rússia va subministrar a l'exèrcit sirià amb tancs model 1992. A finals de 2015, Rússia va lliurar a Síria tancs T-90 en la versió AS per combatre a l'exèrcit islàmic. | 15                         | Rússia   |
| PT-76                                      |      | Vehicle amfibi lleuger. La majoria d'aquests tancs es troben en servei a la Governació de Tartus. | 80                         | Rússia   |

## Vehicles de combat d'infanteria
| Nom   | Foto | Tipus | Quantitat                                 | Origen |
| ----- | ---- | --- | ----------------------------------------- | ------ |
| BMP-1 |      | Vehicle de combat d'infanteria. Síria va donar al voltant de 200 vehicles d'aquest tipus a l'Iran per a la Guerra Iran-l'Iraq de 1980. Des del 2012, Molts han estat destruïts o capturats en la Guerra Civil siriana. | Entre 400 i 500 Unitats en Servei en 2017 | Rússia |
| BMP-2 |      | Vehicle de combat d'infanteria. Alguns van ser desplaçats durant la campanya de la ofensiva de Damasc. | 100                                       | Rússia |

## Transport Blindat de Personal
| Nom        | Foto | Tipus                                           | Quantitat | Origen |
| ---------- | ---- | ----------------------------------------------- | --------- | ------ |
| BTR-40     |      | És un vehicle de Transport blindat de personal. | 120       | Rússia |
| BTR-152    |      | És un vehicle de Transport blindat de personal. | 300       | Rússia |
| BTR-50     |      | És un vehicle de Transport blindat de personal. | 550       | Rússia |
| BTR-80/82A |      | És un vehicle de Transport blindat de personal. | 50        | Rússia |

## Automòbils blindats
| Nom    | Foto | Tipus                                             | Quantitat | Origen |
| ------ | ---- | ------------------------------------------------- | --------- | ------ |
| BRDM-2 |      | Automòbil blindat utilitzat com a Vehicle amfibi. | 700       | Rússia |

## Ambulàncies de camp
| Nom        | Foto | Tipus                         | Quantitat | Origen |
| ---------- | ---- | ----------------------------- | --------- | ------ |
| BVP-1 AMB- |      | Vehicle militar i ambulància. | 100       | Rússia |

## Vehicles de Recuperació de Blindats
| Nom             | Foto | Tipus                | Quantitat | Origen |
| --------------- | ---- | -------------------- | --------- | ------ |
| BREM-1 / BREM-2 |      | Vehicle d'enginyers. | 100       | Rússia |

## Vehicles Utilitaris i de Logística
| Nom         | Foto | Tipus                   | Quantitat | Origen |
| ----------- | ---- | ----------------------- | --------- | ------ |
| Ural-4320   |      | Camió 6x6               | 500       | Rússia |
| Ural-375D   |      | Camió 6x6 de 4,5 tones. | 350       | Rússia |
| ZIL-131     |      | Camió 6x6 de 3,5 tones. | 300       | Rússia |
| MAZ-7310    |      | Camió llançamíssils     | 200       | Rússia |
| GAZ-66      |      | Camió 4x4               | 200       | Rússia |
| GAZ-3308    |      | Camió 4x4               | 144       | Rússia |
| KAMAZ-43114 |      | Camió 6x6               | 100       | Rússia |
| ZIL-135     |      | Camió llançamíssils     | 84        | Rússia |
| ZIL-157     |      | Camió 6x6 de 2,5 tones. | 84        | Rússia |

## Morters
| Nom       | Foto | Tipus   | Quantitat | Origen |
| --------- | ---- | ------- | --------- | ------ |
| 120-PM-43 |      | Morter. | 700       | Rússia |
| 82-BM-37  |      | Morter. | 200       | Rússia |
| M1938     |      | Morter. | 200       | Rússia |
| M1943     |      | Morter. | 100       | Rússia |
| M240      |      | Morter. | 10        | Rússia |

## Artilleria de Campanya
| Nom   | Foto | Tipus            | Quantitat | Origen |
| ----- | ---- | ---------------- | --------- | ------ |
| M-46  |      | Obús de 130 mm.  | 800       | Rússia |
| D-30  |      | Obús de 122 mm   | 600       | Rússia |
| M-30  |      | Obús de 122 mm   | 150       | Rússia |
| A19   |      | Obús de 122 mm   | 100       | Rússia |
| ML-20 |      | Obús de 152 mm   | 50        | Rússia |
| D-1   |      | Obús de 152,4 mm | 20        | Rússia |
| D-20  |      | Obús de 152 mm   | 20        | Rússia |
| S-23  |      | Obús de 180 mm   | 10        | Rússia |

## Artilleria de Campanya Autopropulsada i Caçatancs
| Nom          | Foto | Tipus                      | Quantitat | Origen     |
| ------------ | ---- | -------------------------- | --------- | ---------- |
| StuG-III     |      | Caçatancs                  | 28        | Alemanya   |
| T-34/D-30    |      | Artilleria autopropulsada. | 36        | · Rússia · |
| 2S1 Gvozdika |      | Artilleria autopropulsada  | 300       | Rússia     |
| 2S3 Akatsiya |      | Artilleria autopropulsada  | 100       | Rússia     |
| 2S4 Tyulpan  |      | Artilleria autopropulsada  | 24        | Rússia     |

## Sistemes de Llançament Múltiple de Míssils
| Nombre       | Foto | Tipo                  | Cantidad | Origen          |
| ------------ | ---- | --------------------- | -------- | --------------- |
| BM-21 Grad   |      | Llançacoets múltiple. | 200      | Rússia          |
| Khaibar      |      | Llançacoets múltiple. | 100      | Síria           |
| Type 63      |      | Llançacoets múltiple. | 100      | R.P. de la Xina |
| BM-14        |      | Llançacoets múltiple. | 50       | Rússia          |
| BM-27 Uragan |      | Llançacoets múltiple. | 36       | Rússia          |

## Artilleria Antiaèria Remolcada
| Nom      | Foto | Tipus              | Quantitat | Origen   |
| -------- | ---- | ------------------ | --------- | -------- |
| ZPU      |      | Defensa antiaèria. | 1.500     | · Rússia |
| S-60     |      | Defensa antiaèria. | 875       | Rússia   |
| ZSU-23-2 |      | Defensa antiaèria. | 650       | Rússia   |
| M1939    |      | Defensa antiaèria. | 300       | Rússia   |
| KS-12    |      | Defensa antiaèria. | 100       | Rússia   |
| KS-19    |      | Defensa antiaèria. | 100       | Rússia   |

## Sistemes de Míssils Antiaeris de Defensa
| Nom   | Foto | Tipus             | Quantitat | Origen |
| ----- | ---- | ----------------- | --------- | ------ |
| S-75  |      | Míssil terra-aire | 320       | Rússia |
| S-125 |      | Míssil terra-aire | 160       | Rússia |
| S-200 |      | Míssil terra-aire | 44        | Rússia |